# Crassimarginatella solidula
Crassimarginatella solidula is een mosdiertjessoort uit de familie van de Calloporidae. De wetenschappelijke naam van de soort is voor het eerst geldig gepubliceerd in 1860 door Hincks.